# Suzuki Keiji
Suzuki Keiji (Shizuoka, 6 de fevereiro de 1897 – 20 de setembro de 1967) foi um militar e agente da inteligência do Exército Imperial Japonês que participa da Segunda Guerra Mundial. Atuando principalmente na Birmânia, ajudou na criação do Exército de Independência da Birmânia, defendendo a independência birmanesa. Foi descrito como o "Lawrence da Arábia japonês". O povo birmanês se refere a ele pelo nome de guerra Bo Mogyo, que significa "Comandante do Rayo". Mesmo assim, sua missão preparou o palco para a ocupação japonesa daquele país. Apesar de seu compromisso com a independência da Birmânia, Suzuki era contrário à independência da Coreia.

## Formação
Suzuki foi treinado na Academia do Exército Imperial e graduou-se como oficial de infantaria em 1918. Posteriormente, frequentou a Academia de Guerra do Exército e iniciou operações clandestinas nas Filipinas. Seu foco principal, tanto em seus estudos quanto no início de sua carreira, eram assuntos anglo-americanos. O posto militar oficial de Suzuki era o de chefe da Seção de Transporte do Escritório do Estado-Maior do Exército Imperial Japonês. No entanto, ele foi treinado na Escola de Nakano e era um agente secreto da inteligência encarregado de localizar e interromper atividades afins na Ásia, fechando suas linhas de suprimento na estrada da Birmânia.

## Operações
Na década de 1930, Suzuki, operando fora de Bangkok, recrutou vários radicais e dissidentes birmaneses. Esta rede de associados mais tarde se tornaria parte da organização Minami Kikan (南 機関) de espiões encobertos. Ele tinha ligações estreitas com o Thakins, um grupo nacionalista de estudantes e trabalhadores. Em 1940, ele foi secretamente apresentado a Rangoon com a ajuda de sua rede de contatos, fazendo-se passar por jornalista de nome Minami Masuyo.
Em 1941, o quartel-general imperial do Japão autorizou Suzuki a criar uma força militar birmanesa sob controle japonês. Suzuki reuniu os Trinta Camaradas, um grupo de combatentes da independência que incluía Aung San, Ne Win e Bo Let Ya. O trabalho de Suzuki acabou resultando na criação do Exército de Independência da Birmânia. No entanto, em 1942, um comandante do exército japonês, tenente-general Shijiro Iida, começou a se preocupar com a posição pró-independência de Suzuki e sua autoridade sobre o Exército da Independência Birmanês, pelo que arranjou o regresso de Suzuki ao Japão, com o que o Exército de Independência Birmano foi posteriormente reorganizado e colocado sob o comando de Aung San (e ele, por sua vez, sob o controle japonês). Suzuki regressou a Tóquio, e durante o restante da guerra desempenhou as funções de seu cargo oficial como chefe de transporte, supervisionando aspectos logísticos.
Suzuki teve um dom para o dramático. Seu nome birmanês escolhido, Bo Mogyo, era uma referência ao raio que na tradição popular birmanesa sustentava que destruiria o "guarda-chuva" (um símbolo do domínio colonial britânico). Ele também permitiu que surgissem rumores que o ligavam a Myingun Min, um príncipe da família real birmanesa exilada, e envolveu em cultos de juramento de sangue com seus companheiros.